# Areál Skiland Ostružná
Skiland Ostružná je rekreační areál tvořený dvěma ubytovacími zařízeními, restaurací a prostory pro volnočasové aktivity. Proslulý je zejména rozsáhlou expozicí hudebních nástrojů. Nachází v centru horské obce Ostružná na hranici Rychlebských hor a Hrubého Jeseníku, v těsném sousedství chráněné krajinné oblasti Jeseníky. Jeho zakladatelem je Miloslav Muselík. Po jeho smrti jsou majiteli jeho 2 dcery.

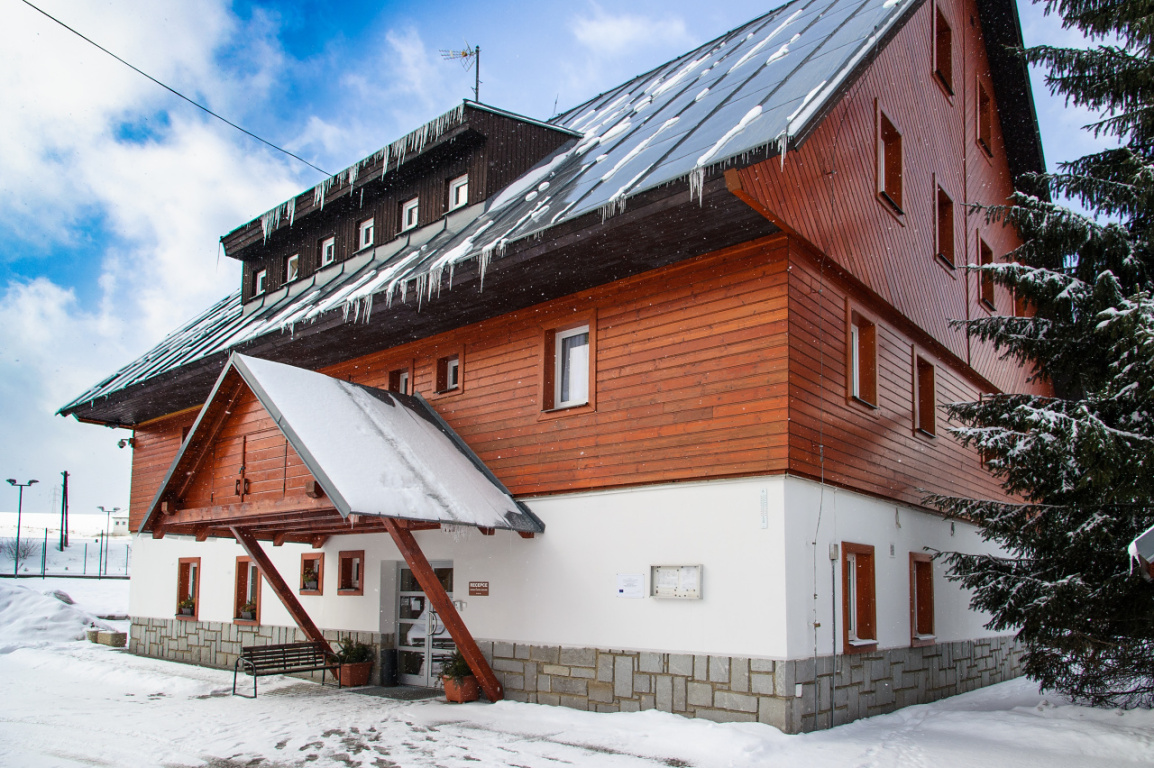
Zimní hotel ***Superior na Skilandu v Ostružné

## Historie
Do roku 2004 byl areál ve vlastnictví JZD Rousínov a sloužil k rekreaci zaměstnanců. Původně zde stály dvě větší zděné chaty, několik menších dřevěných chatek a jedna budova používaná jako sklad. Při koupi objektu Ing. Miloslavem Muselíkem v květnu 2004 byla budova skladu již vyhořelá a předurčená k rekonstrukci. Ještě téhož roku proběhly stavební práce a z vyhořelého stavení se stala restaurace. Venkovní areál, který měl původně podobu zatravněné plochy se zahrádkou k pěstování plodin, byl roku 2007 obohacen o tenisový kurt. Vnější úpravy obou zděných chat proběhly roku 2008 a poté byla přistavěna restaurace. Největší proměny areál zaznamenal léta 2010 a 2011. Na vnějším pozemku přibyl druhý tenisový kurt a bylo zde zbudováno dětské hřiště s bungee trampolínou. V patře přístavby restaurace byla vybudována tělocvična a expozice hudebních nástrojů. Přední, zděná chata byla přestavěna a získala označení Hotel ***.
Stálá expozice hudebních nástrojů byla otevřena 12. června 2015.
Jeden díl pořadu České televize Náš venkov, odvysílaný 5. dubna 2017, představil Ostružnou a v té souvislosti představil Ing. Miloslava Muselíka, který o deset let dříve areál zrekonstruoval. Představil též jeho sbírku hudebních nástrojů, sloužící jako muzeum a dekorace v areálu. V pořadu vystupuje více osob zabývajících se turistickým ruchem, ale o panu Muselíkovi starosta v pořadu říká, že tam dal turistice úplně jiný level, protože nenabízí lidem jen přespání, ale vybudoval i sportovní areál a pořádá kulturní akce. Expozici hudebních nástrojů se věnovala řada časopiseckých článků a internetových magazínů, ale také například reportáž pořadu České televize Toulavá kamera 26. října 2014 na ČT1.
V roce 2017 areál získal certifikát kvality I. stupně Českého systému kvality služeb.